# Zotsara Randriambololona
Zotsara Randriambololona (Nizza, 22 aprile 1994) è un calciatore malgascio, centrocampista dell'Template:Calcio Al Entesar e della nazionale malgascia.

## Caratteristiche tecniche
È un esterno destro.

## Carriera

### Nazionale
Ha esordito con la nazionale malgascia il 14 giugno 2015 in un incontro perso 2-1 contro la Repubblica Democratica del Congo.

## Statistiche

### Presenze e reti nei club
Statistiche aggiornate al 6 gennaio 2017.
| Stagione        | Squadra         | Campionato      | Campionato | Campionato | Coppe nazionali | Coppe nazionali | Coppe nazionali | Coppe continentali | Coppe continentali | Coppe continentali | Altre coppe | Altre coppe | Altre coppe | Totale | Totale | Totale |
| Stagione        | Squadra         | Comp            | Pres       | Reti       | Comp            | Pres            | Reti            | Comp               | Pres               | Reti               | Comp        | Pres        | Reti        | Pres   | Reti   |        |
| --------------- | --------------- | --------------- | ---------- | ---------- | --------------- | --------------- | --------------- | ------------------ | ------------------ | ------------------ | ----------- | ----------- | ----------- | ------ | ------ | ------ |
| 2012-2013       | Sedan 2         | CFA2            | 10         | 1          |                 | -               | -               |                    | -                  | -                  |             | -           | -           | 10     | 1      |        |
| 2013-2014       | Auxerre 2       | CFA2            | 14         | 1          |                 | -               | -               |                    | -                  | -                  |             | -           | -           | 14     | 1      |        |
| 2014-2015       | Virton          | D2              | 9          | 0          | CB              | 0               | 0               |                    | -                  | -                  |             | -           | -           | 9      | 0      |        |
| 2015-2016       | Virton          | D2              | 31         | 3          | CB              | 1               | 0               |                    | -                  | -                  |             | -           | -           | 32     | 3      |        |
| 2016-2017       | Virton          | D1              | 18         | 7          | CB              | 0               | 0               |                    | -                  | -                  |             | -           | -           | 18     | 7      |        |
| Totale Virton   | Totale Virton   | Totale Virton   | 58         | 10         |                 | 1               | 0               |                    | -                  | -                  |             | -           | -           | 59     | 10     |        |
| 2017-gen. 2018  | Anversa         | D1              | 2          | 0          | CB              | 1               | 0               |                    | -                  | -                  |             | -           | -           | 3      | 0      |        |
| Totale carriera | Totale carriera | Totale carriera | 84         | 12         |                 | 2               | 0               |                    | -                  | -                  |             | -           | -           | 86     | 12     |        |

### Cronologia presenze e reti in nazionale
| Cronologia completa delle presenze e delle reti in nazionale ― Madagascar | Cronologia completa delle presenze e delle reti in nazionale ― Madagascar | Cronologia completa delle presenze e delle reti in nazionale ― Madagascar | Cronologia completa delle presenze e delle reti in nazionale ― Madagascar | Cronologia completa delle presenze e delle reti in nazionale ― Madagascar | Cronologia completa delle presenze e delle reti in nazionale ― Madagascar | Cronologia completa delle presenze e delle reti in nazionale ― Madagascar | Cronologia completa delle presenze e delle reti in nazionale ― Madagascar |
| Data                                                                      | Città                                                                     | In casa                                                                   | Risultato                                                                 | Ospiti                                                                    | Competizione                                                              | Reti                                                                      | Note                                                                      |
| ------------------------------------------------------------------------- | ------------------------------------------------------------------------- | ------------------------------------------------------------------------- | ------------------------------------------------------------------------- | ------------------------------------------------------------------------- | ------------------------------------------------------------------------- | ------------------------------------------------------------------------- | ------------------------------------------------------------------------- |
| 14-6-2015                                                                 | Kinshasa                                                                  | RD del Congo                                                              | 2 – 1                                                                     | Madagascar                                                                | Qual. Coppa d'Africa 2017                                                 | -                                                                         | 71’                                                                       |
| 24-3-2016                                                                 | Antananarivo                                                              | Madagascar                                                                | 1 – 1                                                                     | Rep. Centrafricana                                                        | Qual. Coppa d'Africa 2017                                                 | -                                                                         | 60’                                                                       |
| 22-3-2017                                                                 | São Tomé                                                                  | São Tomé e Príncipe                                                       | 0 – 1                                                                     | Madagascar                                                                | Qual. Coppa d'Africa 2019                                                 | -                                                                         |                                                                           |
| 26-3-2017                                                                 | Antananarivo                                                              | Madagascar                                                                | 3 – 2                                                                     | São Tomé e Príncipe                                                       | Qual. Coppa d'Africa 2019                                                 | -                                                                         | 60’                                                                       |
| 9-6-2017                                                                  | al-Ubayyid                                                                | Sudan                                                                     | 1 – 3                                                                     | Madagascar                                                                | Qual. Coppa d'Africa 2019                                                 | -                                                                         |                                                                           |
| 11-11-2017                                                                | Saint-Leu-la-Forêt                                                        | Comore                                                                    | 1 – 1                                                                     | Madagascar                                                                | Amichevole                                                                | -                                                                         | 50’                                                                       |
| 21-3-2018                                                                 | Saint-Leu-la-Forêt                                                        | Madagascar                                                                | 0 – 0                                                                     | Togo                                                                      | Amichevole                                                                | -                                                                         | 61’                                                                       |
| 24-3-2018                                                                 | Franconville                                                              | Madagascar                                                                | 0 – 1                                                                     | Kosovo                                                                    | Amichevole                                                                | -                                                                         |                                                                           |
| 9-9-2018                                                                  | Antananarivo                                                              | Madagascar                                                                | 2 – 2                                                                     | Senegal                                                                   | Qual. Coppa d'Africa 2019                                                 | -                                                                         | 71’                                                                       |
| 13-10-2018                                                                | Bata                                                                      | Guinea Equatoriale                                                        | 0 – 1                                                                     | Madagascar                                                                | Qual. Coppa d'Africa 2019                                                 | -                                                                         | 56’ 80’                                                                   |
| 18-11-2018                                                                | Antananarivo                                                              | Madagascar                                                                | 1 – 3                                                                     | Sudan                                                                     | Qual. Coppa d'Africa 2019                                                 | -                                                                         | 60’                                                                       |
| 12-10-2020                                                                | El Jadida                                                                 | Burkina Faso                                                              | 2 – 1                                                                     | Madagascar                                                                | Amichevole                                                                | -                                                                         | 74’                                                                       |
| 17-11-2020                                                                | Toamasina                                                                 | Madagascar                                                                | 1 – 1                                                                     | Costa d'Avorio                                                            | Qual. Coppa d'Africa 2021                                                 | -                                                                         | 83’                                                                       |
| 24-3-2021                                                                 | Bahir Dar                                                                 | Etiopia                                                                   | 4 – 0                                                                     | Madagascar                                                                | Qual. Coppa d'Africa 2021                                                 | -                                                                         | 71’                                                                       |
| 30-3-2021                                                                 | Antananarivo                                                              | Madagascar                                                                | 0 – 0                                                                     | Niger                                                                     | Qual. Coppa d'Africa 2021                                                 | -                                                                         |                                                                           |
| 27-9-2022                                                                 | Mohammedia                                                                | Madagascar                                                                | 3 – 1                                                                     | Benin                                                                     | Amichevole                                                                | -                                                                         | 68’                                                                       |
| 23-3-2023                                                                 | Antananarivo                                                              | Madagascar                                                                | 0 – 3                                                                     | Rep. Centrafricana                                                        | Qual. Coppa d'Africa 2023                                                 | -                                                                         | 79’                                                                       |
| 27-3-2023                                                                 | Douala                                                                    | Rep. Centrafricana                                                        | 2 – 0                                                                     | Madagascar                                                                | Qual. Coppa d'Africa 2023                                                 | -                                                                         | 58’                                                                       |
| 18-6-2023                                                                 | Antananarivo                                                              | Madagascar                                                                | 0 – 0                                                                     | Ghana                                                                     | Qual. Coppa d'Africa 2023                                                 | -                                                                         | 58’                                                                       |
| Totale                                                                    |                                                                           | Presenze                                                                  | 19                                                                        |                                                                           | Reti                                                                      | 0                                                                         |                                                                           |